# Districte de Banda
El districte de Banda és una divisió administrativa de l'estat d'Uttar Pradesh, divisió de Chitrakoot o Chitrakut, a l'Índia, amb capital a Banda. La superfície és de 4.114,20 km² i la població d'1.500.253 habitants (2001).

## Divisió administrativa
Està dividit en quatre tahsils: 
- Banda
- Naraini
- Baberu
- Atarra

I vuit blocks de desenvolupament:
- Badokhar-khurd
- Jaspura
- Tindwari
- Naraini
- Mahua
- Baberu
- Bisanda
- Kamasinfrom

Hi ha disset cercles policials: Kotwali (ciutat), Kotwali Dehat, Mataundh, Tindwari, Pailani, Chilla, Naraini, Atarra, Girwa, Kalinjar, Badousa, Bisenda, Baberu, Kamasin, Fhateganj, Jaspura i Marka.

## Geografia
Els rius principals són:
- Riu Baghein amb nombrosos petits rius (nalla) i rierols, sent els principals el Ranj, el Madrar el Barar, el Karehi, el Banganga i el Barua
- Yamuna i els seus afluents el Ken, Bhahein i Paisuni.

Les muntanyes principals són:
- L'altiplà de Vindhya, la part nord del qual forma la serralada de Vindhyachal

## Llocs interessants
- Fort de Kalinjar
- Fort de Bhuragarh
- Fort de Rangarh
- Khatri Pahar
- Cisterna del Nawab
- Temple de Bamdeo
- Temple de Maheshwari Devi
- Quatre Pilars de Pedra a Kairada.

## Història
La història del districte és la del Bundelkhand. Al segle iv aC la regió va passar als nanda de Magadha que després va formar l'Imperi Maurya fins a la mort d'Asoka vers el 236 aC. Pushyamitra Sung sembla que va capturar la regió que va quedar sota els Sunga per un segle; van seguir els Kanva per no gaire temps i després els Kushana.
Ptolemeu a la meitat del segle II esmenta la fortalesa de Kalinjar sota el nom de Kanagora i diu que formava part del regne de Prasiake, situat al sud del Yamuna; els naga van regir la zona al segle iii i IV seguits dels gupta al segle iv. Fou després anomenada Jajakbhukti o Jajhoti ui va caure en mans dels heftalites i després va estar sota el rei panduvamsi Udayan. El rei Harsha Vardhana (606-647) va establir la seva supremacia i va regir el territori; el viatger xinès Hiuen Tsang (641-642) esmenta la regió com Chih-Chi-to i la seva capital era a Khajuraho o Khajurao. Després d'Harsha van seguir els Kalchuri i els Pratihara, fins a l'arribada dels Chandela el segon rei dels quals va conquerir la regió. El Fort de Kalinjar fou una de les principals fortaleses del chandela (segle IX a XII); altres temples i fortaleses chandela es conserven en altres llocs de la regió entre els quals el fort de Marpha.
Al segle xi va estar per la zona Mahmud de Gazni que hauria estat rebutjat a Kalinjar. El 1182 Prithwi Raj, rei chauhan de Delhi i Ajmer, va derrotar a Parmal Deva el darrer rei chandela important i el 1203 la dinastia fou finalment derrocada per Qutb-ad-Din Àybak i van esdevenir petits rages locals però encara presents al territori del districte fins al segle xvi. Els mewatis i els bhars van assolar el territori i els musulmans no van acabar de consolidar el seu domini i rages hindús chandela van governar a Kalinjar. Per un temps fou domini dels Lodi de Delhi però els rages chandela la van recuperar.
Humayun planejava atacar Kalinjar quan va morir el seu pare Baber el 1530 i va desistir. Sher Shah, després d'enderrocar a l'Imperi Mogul d'Humayun, va morir en el setge de Kalinjar el 1545. El seu fill Djalal Khan va entrar a la fortalesa on es va proclamar emperador com Islam Shah. El raja chandela i els seus darrers 70 soldats foren executats i la dinastia chandela es va acabar definitivament. Humayun va recuperar aviat el poder però llavors Kalinjar fou comprada pel cap baghela Ram Chandra i no fou conquerit fins Akbar el Gran, quan hi va entrar el seu lloctinent Majnun Khan Quaksal, i el territori formà llavors part de la suba d'Allahabad, sarkar de Kalinjar (dels deu mahals d'aquest districte, els de Augasi, Sihond, Simauni, Shadipur, Rasin i Kalinjar són actualment part del districte). Vers el començament del segle xvii sembla que Raja Birbal posseïa Kalinjar com a jagir. Després d'Akbar les notícies precises desapareixen però és de suposar que va continuar com a part de l'Imperi sota caps locals cada cop més independents.
Durant el govern de Jahangir es va consolidar l'autoritat dels bundeles. Champat Raj el cap bundela va ocupar la part sud d'Harmipur incloent Mahona; el seu fill Ratan Shah també va combatre els imperials i un altre fill, Chhatrasal, va dirigir als bundela i va unir sota la seva direcció a tots els caps bundela menys poderosos i va desafiar al poder mogol en decadència. Chhatrasal va traslladar la capital a Panna (1691) i va conquerir tot el territori al sud del Yamuna en lo que després fou conegut com a Bundelkhand. Al començament del segle xviii els bundeles van conquerir Kalinjar i el seu cap, Chhatrasal, fou reconegut per l'emperador mogol Shah Alam Bahadur I com a sobirà del Bundelkhand; Kalinjar va ocupar el lloc que abans tenia Orchha. Muhammad Khan Bangash de Farrukhabad, governador imperial d'Allahabad, va intentar reconquerir Bundelkhand però va haver d'abandonar per ser necessari en altres llocs. El 1728 ho va tornar a provar però es va haver de retirar; aquesta humiliació li va costar perdre el seu càrrec.
El peshwa maratha Baji Rao, veia a Chhatrasal com el seu pare; el raja bundela va dividir els seus dominis abans de morir en tres parts i una fou pel Peshwa Baji Rao i el seu tercer fill. Això va obrir el pas a la presència maratha a Bundelkhand; Jagatraj, el segon fill de Chhatrasal va rebre Banda i els forts a la rodalia; el fort de Bhuragarh al riu Ken fou construït vers 1746.
El 1762 el nawab d'Oudh va intentar conquerir Bundelkhand però els bundeles el van derrotar prop de Tindwari. Els comandants Karamat Khan i raja Himmat Bahadur van haver de fugir nadant pel Yamuna; els següents caps bundeles van iniciar lluites internes i això va portar a la descomposició del seu poder; les dissensions internes van afavorir l'extensió del poder maratha. Els britànics van avançar contra aquestos el 1776 en direcció a Kalpi. El 1791 el raja bundela de Banda que estava sota tutela de Noni Arjun Singh, va enfrontar a Ali Bahadur, un fill il·legítim del pesha Baji Rao amb la seva dona musulmana Mastani (una dona bundela) que tenia el suport del cap religiós Himmat Bahadur Gosain, reconvertit a general. Noni Arjun Singh va morir i Ali Bahadur va ocupar Banda i es va declarar nawab.
Ali Bahadur va morir al setge de Kalinjar el 1802 i el districte fou cedit als britànics pel tractat de Poona de 1803 i el tractat de Bassein (31 de desembre de 1802); però Shamsher Bahadur, fill d'Ali Bahadur, i diversos caps independents van haver de ser reduïts. Himmat Bahadur, per la seva banda, es va rendir després de ser derrotat (1804) i va rebre un important jagir a la vora del Jumma (Yamuna) que aviat va retornar als britànics. Shamsher Bahadur fou finalment reconegut com a nawab de Banda (sense Banda), però no tenia el suport dels bundeles. El 1803 el territori fou inclòs en el districte de Bundelkhand (del que després van sortir els districtes de Banda, Hamirpur i Jalaun, aquest darrer en part); el 1819 Bundelkhand es va dividir en North Bundelkhan i South Bundelkhand i Banda va quedar quasi totalment al Sud i la ciutat fou declarada capital del districte. Els britànics no van ocupar Kalinjar fins al 1812 quan el governador (kiledar) va rebre un jagir per ell i la família i un pel negociador.
El maig de 1857 durant la rebel·lió, els rebels de Cawnpore i Allahabad van arrossegar als soldats de Banda, i el primer regiment nadiu d'infanteria es va apoderar dels edificis principals de la ciutat; les tropes del nawab de Banda (Ali Bahadur II) se li van unir; el 14 de juny els darrers anglesos van sortir de la ciutat i Ali Bahadur II es va posar al front del moviment. El magistrat de Karwi, Mr. Cockerell, fou assassinat a la porta del palau del nawab el dia 15; la població va seguir al seu sobirà de manera àmplia i general; el govern nacionalista del nawab va topar amb altres que pretenien també formar govern. Els britànics van poder conservar el fort de Kalinjar amb l'ajut del raja de Panna. Les forces britànica dirigides pel general Whitlock van recuperar Banda el 20 d'abril de 1858 després de derrotar les forces del nawab a Goera Mughli. Fort Bhuragarh fou destruït; Nawab Ali Bahadur II va ser desterrat de Banda i va rebre una pensió de 36.000 rúpies a l'any.
Banda fou declarada municipalitat el 1865. El districte de South Bundelkhand va rebre el nom de Banda vers 1890. El districte britànic tenia la següent població: 
- 1872, 697.684
- 1881, 698.608
- 1891, 705.832
- 1901, 631.058

Estaven repartits en cinc viles i 1.188 pobles. Va partir fams 1813-1814, 1833, 1837-1838, 1869, 1892 i 1897. Estava dividit en 8 tahsils: 
- Banda
- Pailani
- Baberu
- Kamasin
- Mau
- Karwi
- Babausa
- Girwan

Les ciutats principals eren Banda i Karwi. El 94% de la població era hindú. El tahsil de Banda tenia el 1901 una superfície de 1106 km² i una població de 98.574 habitants (el 1891 eren 112.912) amb 113 pobles i una ciutat, Banda, llavors amb 22.565 habitants i capital de districte i tahsil.
Mahatma Gandhi va visitar Banda el novembre de 1929. El 1930 el moviment de desobediència civil es va desenvolupar de manera general. El 1942 es va llançar la campanya del Quit India Movement; la resistència pacifica va seguir fins a la independència el 15 d'agost de 1947.
El 1998 el districte de Banda va perdre una part, i es va formar el districte de Chitrakut amb els tahsils Karwi i Mau; el districte de Banda va conservar els de Banda, Baberu, Atarra i Naraini. També es va constituir una divisió amb els districtes de Banda, Hamirpur, Mahoba i Chitrakut amb seu a Banda.